# PCP (droga)
PCP (fenciklidin, feniciklidin) je disocijativna droga i sigma receptor. Sintetička je droga koja se prodaje u obliku tableta, kapsula ili kao prah bijele boje ili u boji. Konzumenti ga ušmrkavaju, puše ili jedu. Razvijen je 1950-tih kao anestetik i nikad nije odobren za ljudsku upotrebu zbog problema koji su se dogodili za vrijeme kliničkog istraživanja koji uključuju intenzivne negativne psihološke efekte.  Ova vrlo snažna sintetička droga s halucinacijskim učincima proizvedena je kao veterinarski anestetik. 
Vrsta je psihotropne tvari.

## Kemijski sastav
Kemijsko ime je 1-(1-fenilcikloheksil)piperidin.

## Zakonska regulativa
Uvršten je u Hrvatskoj na temelju Zakona o suzbijanju zlouporabe droga na Popis droga, psihotropnih tvari i biljaka iz kojih se može dobiti droga te tvari koje se mogu uporabiti za izradu droga, pod Popis droga i biljaka iz kojih se može dobiti droga, pod 2. Popis psihotropnih tvari i biljaka, Odjeljak 2 - Psihotropne tvari sukladno Popisu 2. Konvencije UN-a o psihotropnim tvarima iz 1971. godine.

## Ime
Ime je skraćenica od (Phenyl Cyclohexy Piperdine), ali i od hipijevskog The Peace Pill, odnosno Pea Ce Pill (pilule mira!). To je vrlo opasna droga zbog svoje nepredvidivosti. Ulična imena su; Angel Dust (anđeoski prah, anđeoska prašina), superduhan, slon, ozon, weki, kristal i dr... PCP je donedavno bio rijedak u Hrvatskoj.

## Djelovanje
Već pri dozi od 10 miligrama uzrokuje stanje slično shizofreniji, halucinacije i osjećaj lebdenja izvan svog tijela. Samo u vrijeme "djece cvijeća" ovaj halucinogen isprobalo je cca pet milijuna mladih Amerikanaca (izmedu 12 i 25 godina starosti). Zabilježeno je više od 200 smrtnih slučajeva. Neki su pod djelovanjem PCP-a skakali s kućnih krovova, drugi su doživljavali zastrašujuće halucinacije. Spominje se i slučaj jednog studenta koji si je pod djelovanjem PCP-a nožem iskopao oba oka. Pasivno pušenje cigareta s anđeoskim prahom također je opasno. Zabilježen je slučaj liječenja osmero djece u jednoj kalifornijskoj bolnici 1981. godine, otrovane boravljenjem u prostoriji gdje su se pušile takve cigarete. Istraživanja pokazuju da se PCP prenosi s majke na plod. Budući da se ta droga vrlo sporo metabolizira, moguće je da se droga prenese na dijete čak i ako ju je žena uzimala prije začeća. PCP izaziva toleranciju i ovisnost.
Niske doze mogu izazvati ponašanja bez razmišljanja, euforiju, osjećaj praznine, omamljenost, agresivnost, ratobornost i impulzivnost, a visoke doze uzrokuju ubrzan srčani ritam, povišen krvni tlak, crvenjenje, znojenje, vrtoglavicu, obamrlost ili otupljenost koja može trajati više dana. Intoksikacija i promjena ponašanja može početi za desetak minuta i trajati četiri do šest sati. Oni koji koriste PCP uviđaju da su posljedice nepredvidive, a nerijetko vode trajnim psihozama i agresivnosti. Kod uzimanja velikih količina moguća su oštećenja srca, pluća, koma, gubitak svijesti, prsnuće krvnih žila mozga, moždani udar, a u najtežim slučajevima i smrt. Korisnike PCP-a često odvode u hitnu zbog predoziranja ili popratnih posljedica kao što su agresivnost ili suicidalno stanje.

## Izgled
PCP bijeli je kristalni prah, topljiv u vodi, alkoholu i kloroformu. Do zabrane 1978. godine, legalno je upotrebljavan kao sredstvo protiv bolova, te prilikom manjih operacija. Njegova uporaba kao anestetika je ukinuta zbog ozbiljnih posljedica koje izaziva. Danas, u prodaji, zbog onečišćenja, u ilegalnim i tajnim laboratorijima, može se naći u raznim bojama; od bijele do žute, zelene, crvene i smeđe. Može biti prašak, pastozna smjesa ili otopina. PCP se može lagano pomiješati s bojama te se često prodaju na ilegalnom tržištu droga u različitim oblicima poput tableta, kapsula i obojanog praha. Ima specifičan gorak okus.
Prašak se miješa s neutralnim sredstvima zbog povećanja volumena (mliječni šećer ili glukoza), ali na tržištu se može naći i mješavina s nekim drugim drogama. Iz prekomorskih laboratorija kadkad stižu kapsule ili anđeoski prah, s mnoštvom raznih primjesa; mescalinom, LSD-om, amfetaminom, kokainom, kanabisom i dr... Te kapsule mogu biti na tržištu i pod imenima navedenih primjesa. Konzumenti ga ušmrkavaju, puše ili konzumiraju oralno. Za pušenje PCP se često aplicira na lisnati materijal poput mente, peršina, origana ili marihuane.
Modifikacijom procesa izradbe mogu se proizvesti kemijski slične droge sa sličnim djelovanjem kao PCP. Na tržištu se pojavljuju spojevi; PHP, PCPY, TC, TCP, no sve se prodaje kao PCP. Standardna ambalaža praha, hermetički su zatvorene plastične vrećice, a tekućina (svjetla otopina) zatvorena je u staklenim bocama. Tablete, kapsule ili cigarete s PCP-om, nalaze se u papirnatim kutijama. PCP upotrebljava se, takoreći, na sve načine; prah se ušmrkava, tablete se gutaju, puši se sprejem naneseni PCP na duhansku cigaretu ili joint. Otopina se ubrizgava u mišice ili u vene. Rijetka je, ali postoji i rektalna upotreba, u obliku supozitorija. Proizvodnja PCP-a vrlo je jeftina, čak jeftinija i jednostavnija od LSD-a), što je opasni preduvjet njegova širenja.

## Posljedice
Ovisno o tome u kolikoj je količini te na koji način konzumiran efekti PCP-a traju otprilike 4-6 sati.  uzrokuju halucinacije koje veoma iskrivljuju ljudsku percepciju stvarnosti. Pod utjecajem halucinacija ljudi vide slike, čuju zvukove i osjećaju podražaje koji se čine stvarnim no zapravo nisu. Neki halucinogeni dovode do naglih jakih promjena raspoloženja. PCP uglavnom djeluje kroz receptor glutamat u mozgu koji je važan za percepciju boli, reakcije na podražaje iz okoline te na učenje i memoriju.
Upotreba PCP-a kao dozvoljenog anestetika kod ljudi ukinuta je 1965. godine iz razloga što su pacijenti postali nervozni, sumanuti i iracionalni dok su se oporavljali od posljedica anestetika. PCP je „disocijativna droga“ što znači da iskrivljuje percepciju vida i sluha te stvara osjećaj odvojenosti (disocijacije) od okoline i samoga sebe. Kada se prvi put pojavio kao ulična droga tijekom 1960-tih PCP je ubrzo dobio reputaciju kao droga koja izaziva loše reakcije te da konzumiranje nije vrijedno rizika. Unatoč tome, neki konzument nastavljaju upotrebljavati PCP zbog osjećaja snage, moći i neranjivosti koji u njima izaziva no i zbog osjećaja tuposti koje PCP stvara. Neki od nepovoljnih psiholoških efekata koji su prijavljeni: simptomi koji oponašaju shizofreniju kao što su sumanutost, halucinacije, paranoja, dezorijentirane misli i osjećaj distanciranja od vlastitog okruženja; promjene raspoloženja (simptomi anksioznosti); gubitak pamćenja, poteškoće u govoru i razmišljanju, depresija, gubitak težine (ovi simptomi mogu biti prisutni i godinu dana nakon prestanka konzumiranja); stvaranje ovisnosti.
Neugodni štetni učinci nastali konzumiranjem halucinogena nisu rijetki. Razlog tome može biti velik broj psihoaktivnih sastojaka u bilo kojem obliku halucinogena. U niskim do umjerenim dozama psihološki efekti PCP-a uključuju blagi porast brzine disanja i izraženi porast krvnog pritiska i pulsa. Disanje postaje plitko, te se mogu pojaviti ushićenost i obilno znojenje, generalna utrnulost ekstremiteta i gubitak mišićne koordinacije.
U većim dozama krvni pritisak, puls i brzina disanja opadaju. To može biti praćeno mučninom, povraćanjem, zamagljenim vidom, kolutanjem očiju, slinjenjem, gubitkom ravnoteže i vrtoglavicom. Konzumenti PCP-a su često dovedeni na hitnu službu zbog predoziranja ili zbog ozbiljnih nepovoljnih psiholoških efekata. Dok su inotksinirani, konzumenti PCP-a mogu postati nasilni ili suicidalni te stoga mogu predstavljati opasnost za samog sebe ali i za druge. Velika doza PCP-a može također prouzrokovati napade, komu ili smrt (iako je smrt češće rezultat slučajno ozljeđivanja ili samoubojstva za vrijeme intoksikacije PCP-om). PCP može također imati sedativni efekt te u interakciji s drugim depresantima centralnog živčanog sustava poput alkohola i benzodiazepina može dovesti do kome.
Niske doze mogu izazvati ponašanja bez razmišljanja, euforiju, osjećaj praznine, omamljenost, agresivnost, ratobornost i impulzivnost, a visoke doze uzrokuju ubrzan srčani ritam, povišen krvni tlak, crvenjenje, znojenje, vrtoglavicu, obamrlost ili otupljenost koja može trajati više dana. Intoksikacija i promjena ponašanja može početi za desetak minuta i trajati četiri do šest sati. Posljedice su često nepredvidive, a nerijetko vode trajnim psihozama i agresivnosti. Kod uzimanja velikih količina moguća su oštećenja srca, pluća, koma, gubitak svijesti, prsnuće krvnih žila mozga, moždani udar, a u najtežim slučajevima i smrt. Korisnike PCP-a često odvode u hitnu zbog predoziranja ili popratnih posljedica kao što su agresivnost ili suicidalno stanje.

## Vanjske poveznice
- (nje.) Drugcom.de PCP